# René Guénon
René Guénon  (Blois, 15 de novembro de 1886 — Cairo, 7 de janeiro de 1951) foi um escritor e intelectual esotérico francês, considerado fundador da escola perenialista ou tradicionalista, abordagem dedicada a retomar a ideia de uma filosofia perene.
Ao longo de seus escritos, dedicou-se sobretudo a quatro temas: religiões comparadas, crítica social, simbolismo e iniciação.

## Biografia
Nascido em 1886, em uma família católica de Blois, Guénon estudou nos estabelecimentos religiosos da cidade antes de se estabelecer em Paris em 1904 para preparar exames de admissão para as grandes universidades francesas.
Contudo, já em 1905, ele decidiu mergulhar nos círculos ocultistas da capital e fazer da busca metafísica (entendida por ele de um jeito particular) um dos objetivos de sua vida. Guénon observou e se envolveu com o círculo de Papus, com quem romperia futuramente. Ele se juntou à Igreja Gnóstica da França, da qual também se tornaria crítico, mas tal envolvimento lhe permitiu se tornar o fundador e principal colaborador de uma revista periódica, La Gnose onde escreveu artigos até 1922 e com foco nas tradições espirituais orientais (taoísmo, hinduísmo e sufismo).
No ano de seu casamento com uma amiga da família, Berthe Loury, em 1912, ele foi recebido como maçom e iniciou no sufismo sob o nome de Abdel Wahed Yahia (Servo do Único). Após a morte de sua esposa em 1928, ele deixou Paris e partiu para o Egito. Estabeleceu vida no Cairo em 1930, casou-se com a filha de um sheik em 1934 e morreu na terra árabe em 1951.
Sua leitura de um “mundo decadente” mantém vínculo com o trabalho de Oswald Spengler e também com a visão pessimista da modernidade compartilhada por intelectuais de sua época. Essa visão serviu de fundamento para a ideia de que valores tradicionais surgissem como opção à certa mentalidade contemporânea. Diante de tal circunstância, para Guénon, assim como para muitos reacionários, uma opção era a de optar por um processo de restauração dos “valores tradicionais”. Contudo, Guénon não aposta numa intervenção política, adotando mais uma postura fatalista:
Para o [perenialismo], que nasceu no ambiente ocultista, na França do final do século XIX, e associava princípios e referências de várias religiões principalmente da filosofia Hindu e do Islamismo Sufi, o tempo é cíclico e compreende 4 ciclos. Esses ciclos se sucedem e se  repetem  por  toda  a eternidade, sem qualquer possibilidade progresso. O [perenialismo] é fatalista, pessimista. Sua aposta é no atemporal e no transcendente.
René Guénon morreu num domingo, no dia 7 de janeiro de 1951, aos 64 anos; sua última palavra foi "Allah".

## Pensamento
Seu primeiro livro, intitulado "Introdução ao estudo das doutrinas hindus" (1921), constitui o fundamento de todo o seu trabalho. Nele, Guenón postula que qualquer tradição autêntica é uma forma secundária da "Tradição Primitiva" do que para ele teria origem supra-humana. Daqui resulta que, segundo sua leitura, de qualquer "forma tradicional" relacionada a uma fonte não-humana, podemos redescobrir o mesmo fundamento, a verdade comum, o princípio único na origem do que quer que seja.

Para Guenón, os símbolos são os verdadeiros veículos da transmissão de tal conhecimento tradicional. Sem os símbolos, o acesso ao que seria a fonte do "conhecimento ancestral" seria drenado há muito tempo, pois o símbolo seria capaz de sugerir "uma realidade de ordem superior baseada em uma representação de ordem inferior".
Ainda segundo o autor, a era contemporânea pode ser distinguida por uma: “necessidade de agitação incessante, de mudança sem fim, de velocidade sempre crescente [...] É dispersa na multiplicidade e numa multiplicidade que não é mais unificada pela consciência de qualquer princípio superior”. Portanto, “uma materialização cada vez mais pronunciada para a matéria é essencialmente multiplicidade e divisão [...] Quanto mais se afunda na matéria, mais os elementos de divisão e oposição ganham força e espaço; por outro lado, quanto mais se eleva em direção à espiritualidade, mais se aproxima dessa unidade, que só pode ser plenamente realizada pela consciência dos princípios universais.”
Guénon insistia constantemente que havia um "declínio do ocidente", marcado pela entrada da Idade do Ferro ou Cáli Iuga, como descrito nas escrituras hindus. A atmosfera pessimista que permeia escritos como A Crise do Mundo Moderno insere Guénon entre os autores decadentistas do início do Século XX. Na esteira de o Declínio do Ocidente de Spengler, Guénon compartilha uma visão decadente do processo histórico. Assim, para ele, o “período mais sombrio desta idade das trevas” tocou primeiramente o Ocidente e, como resultado indireto, toda a humanidade.
Contudo, para o francês, a principal razão para esse declínio seria o esquecimento do que seriam os princípios universais. Embora adotasse uma visão um tanto fatalista, somente o renascimento de uma "tradição" para além das cisões entre "Oriente e Ocidente" (1924) permitiria a humanidade sair da "crise do mundo moderno" (1927) e desta idade das trevas caracterizada pelo "reinado da quantidade e os sinais dos tempos” (1945).

## Recepção e legado

### Religiões comparadas

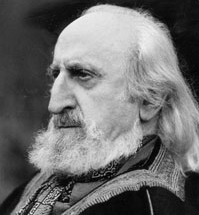
Schuon foi um "herdeiro crítico" de Guénon.

René Guénon exerceu influência discreta no campo das religiões comparadas, particularmente no início de carreira de Mircea Eliade. Carl Schmitt escreveu em 1942 que Guénon era um "professor" importante para Mircea Eliade. No entanto, o próprio Eliade atestou que preferia os escritos do perenialista Ananda Coomaraswamy a Guénon e Evola, definidos como "diletantes" em um ensaio escrito em 1937. Eliade também achava que Sri Aurobindo era mais preciso do que Guénon. George Santayana demonstrou simpatia por guenon, ao compará-lo com C. S. Lewis.
A influência direta mais reconhecida que Guénon exerceu foi sobre o escritor suíço Frithjof Schuon. Schuon, no entanto, fez várias críticas a Guénon que se tornariam recorrentes, assinalando seu caráter a-histórico e as tendências generalizantes do autor (como suas concepções maniqueístas, dicotômicas e idealizadas de oriente e ocidente, etc.) além de fatos inverificáveis como a crença de que o cristianismo antes de se tornar "exotérico", era supostamente esotérico e iniciático. O impacto de Guénon ainda pode ser visto, direta ou indiretamente, nos demais autores filiados à escola perenialista, como nas obras dos acadêmicos Hossein Nasr e Huston Smith.
Logo após a Primeira Guerra Mundial, Guénon esteve próximo de alguns círculos neotomistas, sobretudo daqueles influenciados por Jacques Maritain, e alguns membros do movimento político de direita Action Française. Maritain, como muitos católicos, cortou qualquer ligação com a Action Française após a condenação papal do movimento em 1926. O principal objetivo de Guénon durante este período foi convencer Maritain e a Igreja Católica a revitalizarem o cristianismo através de um diálogo com as religiões orientais. Guénon imaginou uma restauração da "intelectualidade" tradicional no Ocidente com base no catolicismo romano e na maçonaria. O projeto não foi bem-sucedido. Vários autores enxergam Guénon como um sucessor do monarquista ultramontanista Joseph de Maistre, que foi maçom como Guénon.

### Artes
No campo das artes, o impacto do trabalho de Guénon foi mais amplo, influenciando muitos artistas, em particular no movimento surrealista. Exemplos de escritores e artistas influenciados por Guénon incluem André Malraux, André Breton, Antonin Artaud, Marco Pallis, Raymond Queneau e Georges Bataille.

### Movimentos ideológicos

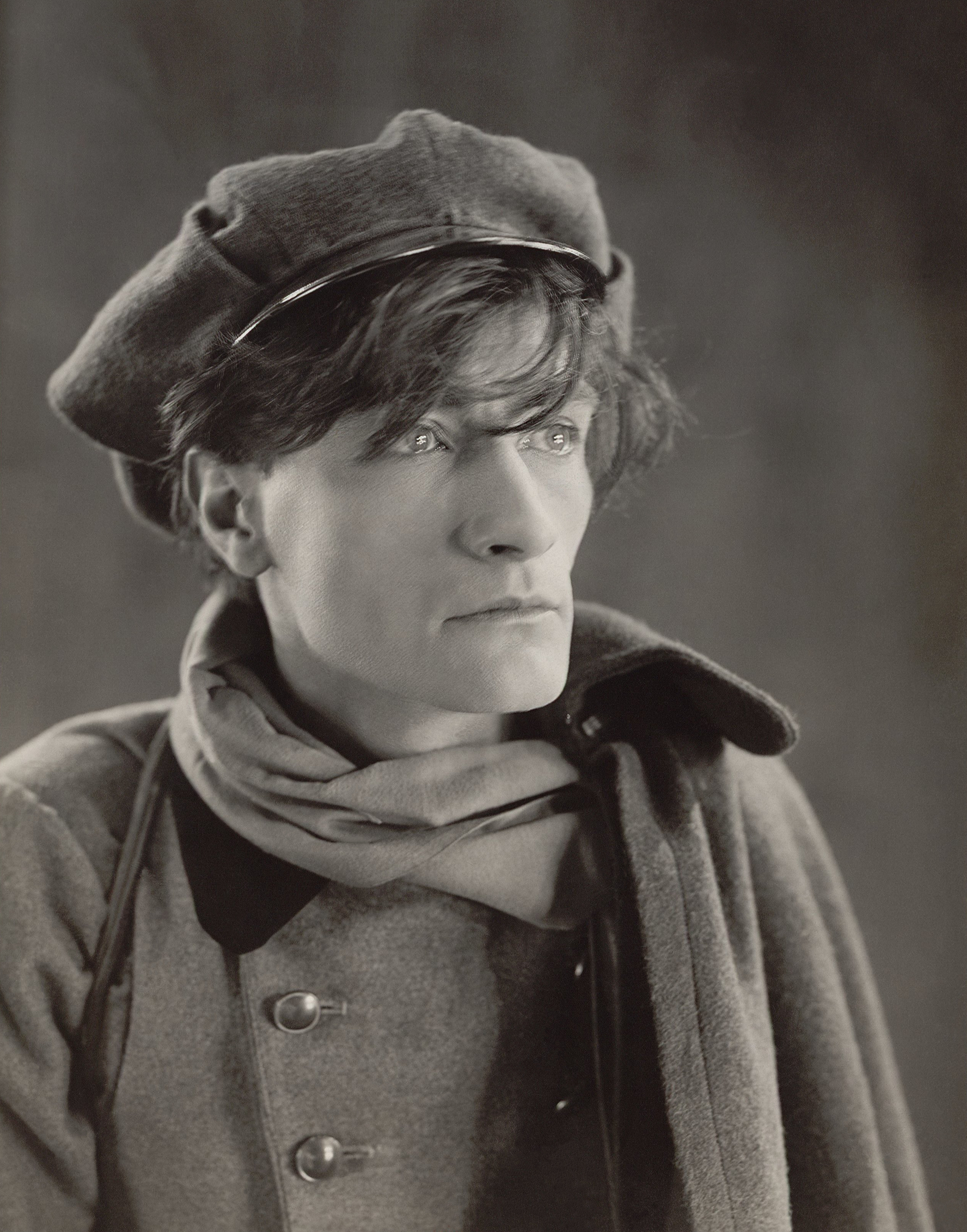
Antonin Artaud foi o artista mais proeminente influenciado por Guénon.

Guénon se declarava apolítico e rejeitou qualquer interpretação política de seu trabalho. Contudo, ele influenciou vários escritores considerados da extrema-direita do espectro político, tais como o italiano próximo do fascismo Julius Evola, com quem manteve uma correspondência epistolar. Carl Schmitt, que se tornaria membro do partido nazista, também manifestou em algumas ocasiões simpatia e interesse pela obra de Guénon.
Guénon permanece nas listas de influência de algumas personalidades classificadas como de Extrema-Direita. Por exemplo, o trabalho do autor russo Aleksandr Dugin é influenciado por René Guénon e Julius Evola. Dugin afirmou diversas vezes que considera Guénon como um de seus professores. O escritor brasileiro Olavo de Carvalho e o estrategista político Steve Bannon também integram a lista de autores influenciados pela obra guenoniana.
No entanto, outros estudos acadêmicos descartam qualquer conexão intelectual direta entre Guénon e a política de extrema direita. Em um estudo baseado nas correspondências trocadas entre Guénon e Evola e em alguns artigos, P.-G. de Roux destacou a dura crítica do autor em relação a Evola. Guénon consentiu em ter trechos de seus escritos publicados no jornal fascista Regime Fascista, um jornal com curadoria de Evola, mas sempre se recusou a publicar os livros e artigos do italiano.
O autor Xavier Accart contesta a conexão feita entre a escola perenialista e os movimentos da extrema direita. Ele afirma, por exemplo, que Guénon era altamente crítico dos envolvimentos políticos de Evola e se mostrava preocupado com a possível confusão entre suas ideias e as de Evola. Guénon também denunciou claramente a ideologia dos regimes fascistas na Europa antes e durante a Segunda Guerra Mundial. Para Accart, Guénon era um opositor declarado do conceito de raça ariana ou raça indo-europeia e de qualquer forma de nacionalismo. Charles Maurras, líder do movimento nacionalista Action Française falou de Guénon em tom jocoso: "seja o que for que René Guénon pense, emaranhado em sua Cáli Iuga e sua Manvanture, nossa cultura ocidental tem a seu favor obras bastante poderosas e seu tesouro espiritual. Apesar dos tempos bárbaros, [o ocidente] reserva esperanças suficientemente sublimes para que possamos pode cruzar com cabeça erguida a porta estreita que nos abrirá para épocas menos sombrias." Accart também aponta para o fato de que o autor também influenciou muitos escritores e artistas considerados da esquerda política ou mesmo apolíticos.
Alain de Benoist, considerado o fundador da Nova Direita, declarou em 2013 que a influência da obra de Guénon em sua escola política tem sido globalmente muito fraca.

### Outras críticas
O semiólogo Umberto Eco dedicou um capítulo de seu livro Os limites da interpretação (1990) à crítica de algumas teses guenonianas. Nomeado de Rene Guénon; Guénon: Deriva e Navio de loucos, o capítulo aponta que quase todas as características do que o autor chama de “pensamento hermético” podem ser encontradas nos procedimentos argumentativos de Guénon. Eco critica o fato de Guénon defender a existência de um suposto “centro espiritual secreto”, governado por um "rei do mundo", que direcionaria todas as ações humanas. Para Eco, esses textos carecem de toda confiabilidade científica, assim como o a validade do próprio perenialismo do qual Guénon é adepto. Simone de Beauvoir também chamou atenção para a obscuridade das afirmações de Guénon, declarando que não valia a pena se deter em suas ideias "esfumaçadas". Além disso, o autor perenialista Marco Pallis criticou Guénon por aceitar a existência geográfica da cidade lendária de Agartha, argumentando que "ninguém ouviu falar sobre o Rei do Mundo na Índia ou no Tibete".